# Luděk Stracený
Luděk Stracený (* 19. dubna 1977, Praha) je český fotbalista, záložník a útočník, reprezentant.

## Fotbalová kariéra
S fotbalem začínal v Říčanech a jako žák přišel do Sparty. Hostoval v druholigové Chrudimi, prosadil se ve Spartě do základní sestavy, v roce 1999 odešel na Žižkov na hostování, které se změnilo na přestup. Byl v širším kádru reprezentace, ale přibrzdilo ho svalové zranění, kvůli kterému rok nehrál a Viktorka zatím sestoupila do druhé ligy. Na podzim 2005 se chytil v Příbrami a v lednu 2006 odešel do skotského Heart of Midlothian FC. V létě 2006 se vrátil na Žižkov. V roce 2001 jednou nastoupil za reprezentaci v přátelském utkání s Jižní Koreou, jednou nastoupil za reprezentační B-tým, jednou za reprezentaci do 21 let a pětkrát za reprezentaci do 20 let. Se Spartou získal v letech 1998 a 1999 dva mistrovské tituly.

## Ligová bilance
| Ročník                          | Zápasy | Góly | Klub                |
| ------------------------------- | ------ | ---- | ------------------- |
| 1. česká fotbalová liga 1995/96 | 3      | 0    | AC Sparta Praha     |
| Gambrinus liga 1997/98          | 10     | 2    | AC Sparta Praha     |
| Gambrinus liga 1998/99          | 13     | 0    | AC Sparta Praha     |
| Gambrinus liga 1999/00          | 21     | 3    | FK Viktoria Žižkov  |
| Gambrinus liga 2000/01          | 29     | 4    | FK Viktoria Žižkov  |
| Gambrinus liga 2001/02          | 24     | 3    | FK Viktoria Žižkov  |
| Gambrinus liga 2002/03          | 17     | 2    | FK Viktoria Žižkov  |
| Gambrinus liga 2003/04          | 9      | 0    | FK Viktoria Žižkov  |
| Gambrinus liga 2005/06          | 16     | 2    | FC Marila Příbram   |
| Scottish Premier League 2005/06 | 2      | 0    | Heart of Midlothian |
| Gambrinus liga 2007/08          | 24     | 3    | FK Viktoria Žižkov  |
| Gambrinus liga 2008/09          | 13     | 0    | FK Viktoria Žižkov  |
| CELKEM                          | 181    | 19   |                     |